# Piramida (jeździectwo)
Piramida - jedna z przeszkód do pokonywania konno, złożona z trzech ustawionych równolegle stacjonat, z których środkowa jest wyższa od dwóch zewnętrznych.